# Honton
Honton est un arrondissement du département de Couffo au Bénin. Il s'agit d'une division administrative sous la juridiction de la commune de Dogbo.

## Administration
Honton fait partie des 07 arrondissements que compte la commune de Dogbo  dont: Dèvè, Ayomi, Lokogohoué, Madjrè, Tota, Totchagni ,.

## Population
Selon le recensement de la population réalisé par l'Institut National de la Statistique du Bénin le 15 février 2002, l'arrondissement comptait une population totale de 5 814 habitants.

## Galerie de photos

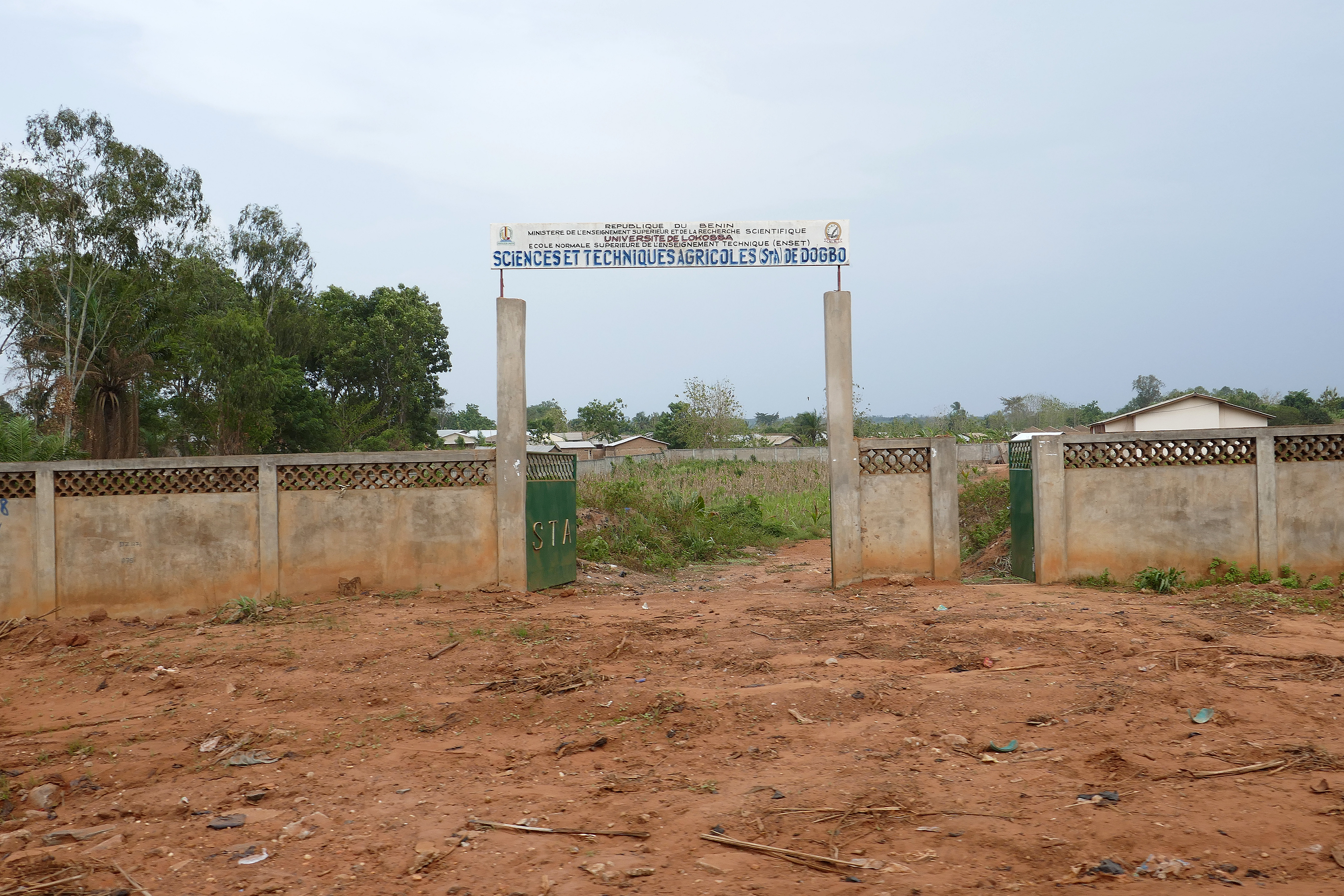
Université de Lokossa-Sciences et techniques agricoles de Dogbo
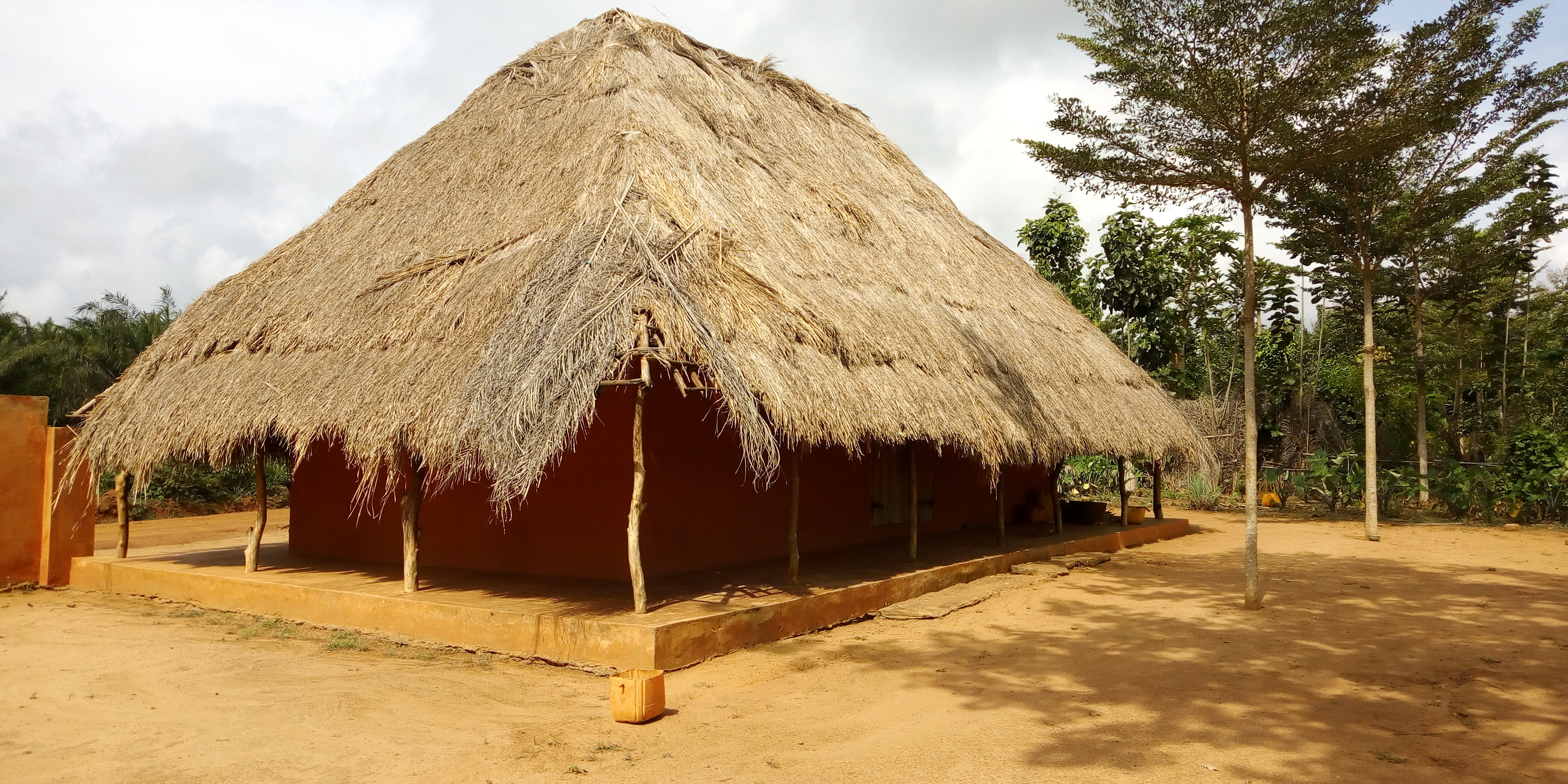
Salle d'accueil du site homme à queue à Dogbo
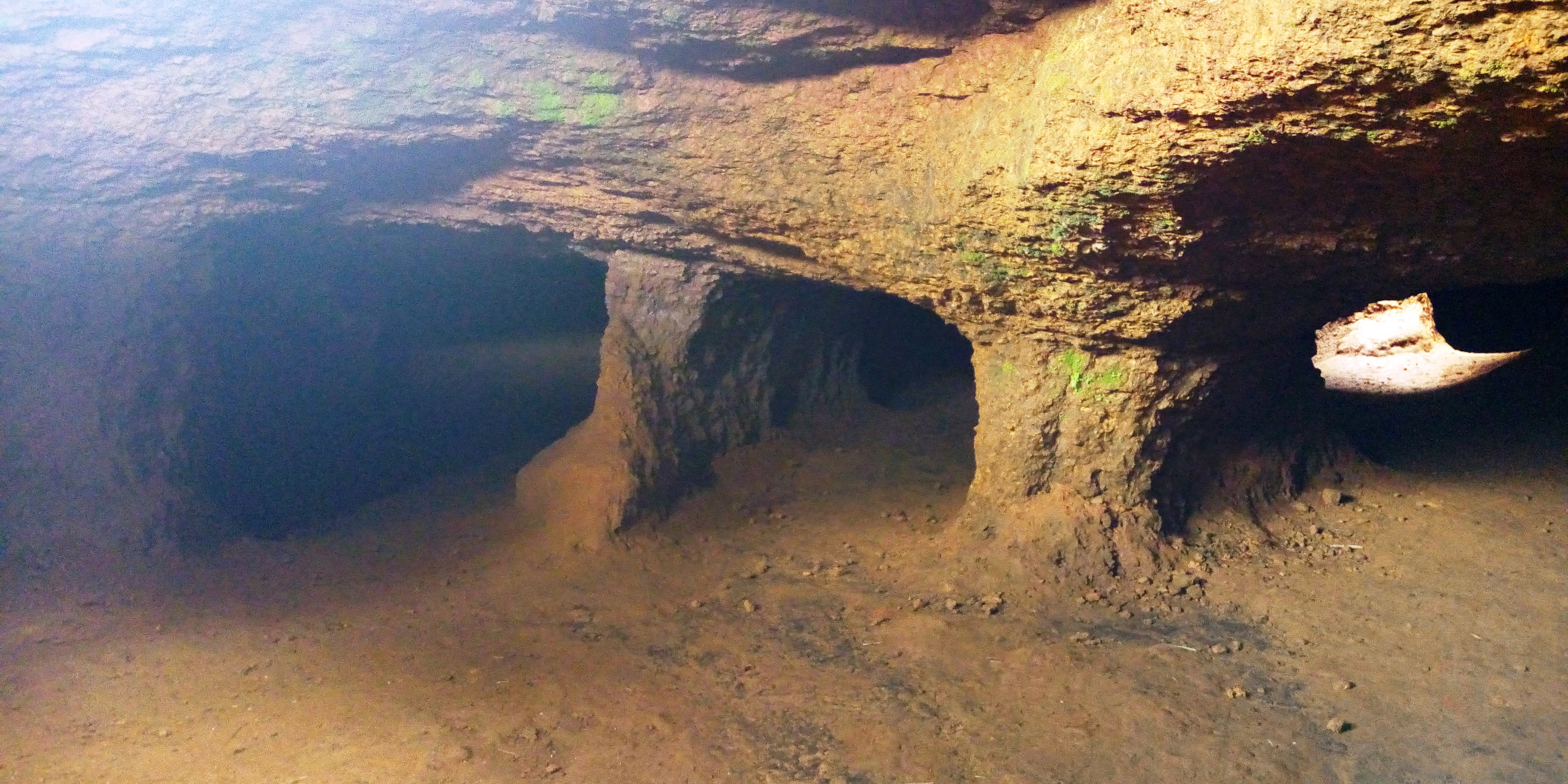
Trois de la galerie souterraine